# حسن الجوار (قانون دولي)
حسن الجوار هو مبدأ من مبادئ للقانون الدولي العام مع وجود أهمية خاصة لمجال القانون البيئي الدولي. وهذا المبدأ "يلزم الدول بمحاولة توفيق مصالحها مع مصالح الدول المجاورة" وقد وجد التعبير عنه في مجموعة من القواعد القانونية للقرن العشرين، الأبرز بينها تحكيم ترايل بين الولايات المتحدة وكندا.